# Mamie Bonheur
Mamie Bonheur (Granny Goodness en anglais) est un personnage de fiction, une divinité et une super-vilaine, publié par DC Comics. Créée par Jack Kirby, Mamie Bonheur a été calquée sur la comédienne Phyllis Diller et est apparue pour la première fois dans Mister Miracle vol. 1 n° 2 (mai–juin 1971).

## Biographie du personnage
Mamie Bonheur ne voit pas le jour comme une membre de la haute société d'Apokolips, mais est plutôt issue des "Lowlies" (littéralement les "moins que rien", la classe paysanne brutalement opprimée). On la retire à ses parents et elle est entraînée pour devenir une soldate d'élite de Darkseid. Ces soldats sont surnommés "Chiens" (Hounds). Une partie de leur formation consiste à entraîner un chien. Bonheur nomme le sien Mercy (Miséricorde). Le combat et l'entraînement les font se lier d'amitié. Lors de la dernière étape de son initiation à la vie de Hound, on lui dit de tuer son animal de compagnie. Au lieu de cela, elle tue son entraîneur pour lui avoir donné cet ordre. Lorsque Darkseid demande pourquoi, elle lui répond que "l'avoir fait aurait privé mon seigneur d'un atout précieux", lui expliquant que Mercy obéit bien à sa maîtresse, mais à lui avant tout. Darkseid met cette obéissance à l'épreuve et ordonne à Mercy de tuer Bonheur. Mercy attaque Bonheur, forçant cette dernière à tuer son chien. Darkseid est impressionné, et annonce à Bonheur qu'elle termine son entraînement haut la main. "Vous avez dressé Mercy si bien en mon nom que peut-être vous ferez aussi bien avec d'autres, dont j'exigerai un jour l'obéissance aveugle."
Darkseid met ainsi Bonheur à la tête d’un centre de formation pour ses soldats d'élite, où elle utilise le lavage de cerveau et la torture, dans une brutale parodie de la puériculture, transformant des innocents en guerriers fanatiques prêts à tuer ou à mourir pour la gloire de Darkseid. Depuis que la guerre entre Apokolips et New Genesis s'est déplacée sur Terre, Bonheur a souvent administré des orphelinats terrestres, à la recherche de guerriers potentiels pour Darkseid.
Mamie Bonheur dirige l'"orphelinat" sur Apokolips et est le chef des  Folles furieuses. Elle a également élevé Scott Free, le fils de Highfather de New Genesis, qui a été échangé avec le fils de Darkseid dans le cadre d'un traité de paix. Scott Free (alias Mister Miracle) est devenu le premier enfant à réussir à échapper à l'un de ses orphelinats.
Dans le dernier numéro de la minisérie Amazons Attack, on révèle que Mamie Bonheur personnifiait Athena afin de manipuler les Amazones et de les faire entrer en guerre. Elle raconte à Hippolyte que c'était un test que les Amazones ont échoué. Il semble aussi que Bonheur personnifie Athéna dans la série Countdown, utilisant les centres amazones pour recruter de nouvelles guerrières. Elle tient également prisonniers les Dieux de l'Olympe. Après que les dieux sont libérés de leur geôle sur Apokolips par Mary Marvel, Holly Robinson et Harley Quinn, Mamie est attaquée et tuée par Infinity-Man.
Cependant, elle est réincarnée sur Terre, avec les autres dieux maléfiques (Evil Gods), en tant que membre du gang de Boss Dark Side. Bien que cette enveloppe charnelle est détruite par Black Alice dans un numéro de Birds of Prey, dans Final Crisis, elle prend le corps de l'Alpha Lantern appelé Kraken et l'utilise pour attaquer John Stewart et faire retomber le blâme sur Hal Jordan. Découverte par Batman, elle le domine facilement et le ramène dans l'usine maléfique sous Blüdhaven, où il est scellé à l'intérieur d'un instrument de torture. Plus tard, Reverend Good annonce que Bonheur est prête à conquérir Oa de l'intérieur, au nom de Darkseid, ce qui serait susceptible de la rétablir comme sa favorite parmi son Élite.
L'attaque de Mamie Bonheur sur Oa se solde par une blessure infligée à un Gardien, le blanchissement de Hal Jordan, la dissimulation de la Batterie de puissance et l'envoi sur Terre d'une force d'assaut Green Lantern. Elle est arrêtée par Hal Jordan et incarcérée. Son sort après Final Crisis est inconnu.

## Pouvoirs et capacités
Mamie Bonheur a des réflexes, une force et une endurance surhumains. Elle est étonnamment robuste et, compte tenu de son âge, assez habile au combat au corps-à-corps. En tant que membre de l'Élite de Darkseid, elle a accès à un armement de pointe ; au combat, elle utilise généralement un mega-rod. Aussi, elle commande des soldats formés à ses orphelinats, incluant des forces aériennes, qui volent sur des aéro-disques; une infanterie blindée et des membres de la force à pouvoirs spéciaux, qui manient des armes mortelles et qui, dans de nombreux cas, possèdent des super-pouvoirs.

## Autres versions
Mamie Bonheur apparaît dans les pages de Justice League, dans l'histoire Rock Of Ages, dans un futur parallèle où Darkseid a conquis la Terre. Elle fusionne avec les systèmes Mother Box, créant un géant Grandmother Box. Comme principale arme, elle se téléporte et envoie des salves d'énergie focalisée à adversaires. En fin de compte, elle est détruite par la Wonder Woman du futur, qui sacrifie sa propre vie dans la bataille.
L’œuvre de Grant Morrison, Seven Soldiers, voit Mamie se réinventer, après la victoire de Darkseid sur New Genesis et la destruction de ses deux planètes. Elle est désormais une tenancière de bordel, et les Folles Furieuses sont ses prostituées. Elle prend la forme d'une femme noire obèse. Sous ce déguisement, elle espère convaincre le nouveau Mister Miracle de se joindre à Darkseid. Une version identique de Mamie apparaît dans Birds of Prey No 118 (après Countdown), alors qu'elle travail au Dark Side Club.
Dans les Amalgam Comics, Bonheur est fusionnée avec Agatha Harkness pour devenir Granny Harkness, adepte de Thanoseid (Thanos + Darkseid).

## Dans les autres médias

### Télévision
- Mamie Bonheur apparaît dans quelques épisodes de Superman: L'Ange de Metropolis; sa voix est celle d'Edward Asner, récipiendaire du prix Golden Globe.
- Edward Asner reprend le rôle de Mamie Bonheur dans l'épisode de la série Justice League Unlimited intitulé "The Ties That Bind".
- Mamie Bonheur fait un caméo dans un épisode de La Légende des super-héros intitulé "Unnatural Alliances."
- Dans la finale de la neuvième saison de Smallville, une femme âgée mystérieuse apparaît dans l'Hôpital Général de Metropolis, et entre dans la chambre de Tess Mercer peu après la mort de Mercer. Après bien de la spéculation de la part des fans, soupçonnant que c'était là Mamie Bonheur, Tom Welling a confirmé en entrevue qu'elle ferait partie de la saison 10[7]. Le générique du dernier épisode de la saison 9 liste Nancy Amelia Bell dans le rôle de Bonheur[8]. L'actrice Christine Willes l'incarne dans les épisodes suivants.
- Mamie Bonheur apparaît dans la série DC Super Hero Girls en tant que bibliothécaire du lycée Super Hero High. Dans l'épisode spécial Super Hero High, on révèle que Bonheur est une guerrière d'Apokolips, et invoque les Folles Furieuses afin d'assujettir l'école pour permettre à Darkseid de conquérir la Terre. La vieille femme et ses Furies sont défaites et envoyées au pénitencier Belle Reve. April Stewart lui prête sa voix.
- Mamie Bonheur apparaît en tant qu'Antagoniste principal dans la saison 3 de la série Young Justice.

### Films
- Edward Asner reprend son rôle de Mamie Bonheur dans le vidéofilm d'animation Superman/Batman : Apocalypse[9].
- Une version de Bonheur appartenant à un univers parallèle apparaît dans La Ligue des justiciers : Dieux et Monstre, et sa voix est celle de Khary Payton.
- Elle apparaît dans Zack Snyder's Justice League (2021).

### Jeux vidéo
- Granny Goodness apparaît dans le jeu DC Universe Online, dont la voix est celle de Lainie Frasier. Elle aide Darkseid avec les autres New Gods.